# Иван Алексиев (политик)
Иван Атанасов Алексиев е български политик от ГЕРБ, общински съветник (2007 – 2009) и кмет на община Поморие (от 2011 г.). Народен представител от „ГЕРБ“ в XLI народно събрание.

## Биография
Иван Алексиев е роден на 25 юли 1965 г. в град Поморие, Народна република България. Завършва висшето си образование със специалност „Технология на микробиологичните и ферментационни продукти“ във ВИХВП – Пловдив.

### Политическа дейност
През 2007 г. Иван Алексиев е сред учредителите на ГЕРБ. На местните избори през 2007 г. е избран за общински съветник от ГЕРБ в община Поморие, а от януари 2008 до юли 2009 г. е заместник-кмет с ресор „Туризъм“ в община Поморие. На парламентарните избори през 2009 г. е избран за народен представител от ГЕРБ, избран за заместник-председател на Парламентарната Комисия по околна среда и води.
На местните избори през 2011 г. е кандидат за кмет на община Поморие, издигнат от ГЕРБ. На проведения първи тур получава 6335 гласа (или 46,79%) и се явява на балотаж с Петър Златанов, издигнат от Инициативен комитет, който получава 4424 гласа (или 32,68%). Избран е на втори тур с 8256 гласа (или 62,60%).
На местните избори през 2015 г. е кандидат за кмет на община Поморие, издигнат от ГЕРБ. Избран е на първи тур с 9006 гласа (или 74,29%).
На местните избори през 2019 г. е кандидат за кмет на община Поморие, издигнат от ГЕРБ. Избран е на първи тур с 7384 гласа (или 69,81%).
През юли 2022 г. е избран за областен председател на ГЕРБ в Бургас.
На местните избори през 2023 г. е кандидат за кмет на община Поморие, издигнат от ГЕРБ. Избран е на първи тур с 5218 гласа (или 50.77% - 79 гласа над 50-процентовата бариера).